# Delitto in tuta nera
Delitto in tuta nera (The Snorkel) è un film del 1958 diretto da Guy Green.

## Trama
Paul Decker uccide sua moglie, drogandola e gasandola in una stanza della loro villa italiana, sigillando tutte le finestre e le porte nascondendosi poi sotto le assi del pavimento della stanza, coperto da un tappeto e usando una maschera con boccaglio attaccato a dei tubi dell'aria per respirare mentre si è nascosto. I domestici scoprono il suo corpo al mattino e poiché la stanza è stata chiusa a chiave e sigillata dall'interno, all'ispettore di polizia italiano locale e al Sig. Wilson del Consolato britannico sembra che si tratti di un caso di suicidio, sebbene non sia stata trovata alcuna nota di suicidio.

## Produzione
Il film è stato girato in esterni interamentte ad Alassio, in provincia di Savona, con riconoscibili inquadrature di Villa della Pergola, della spiaggia di Punta Murena, dell'isola Gallinara, del palazzo del Comune, dell'Hotel Suisse e dell'Hotel Europa & Concordia. Benché si tratti di un B-movie, in bianco e nero, il film di Green è indubbiamente quello in cui si vedono in assoluto più scorci e vedute di Alassio.